# Weltmeister im Schach960

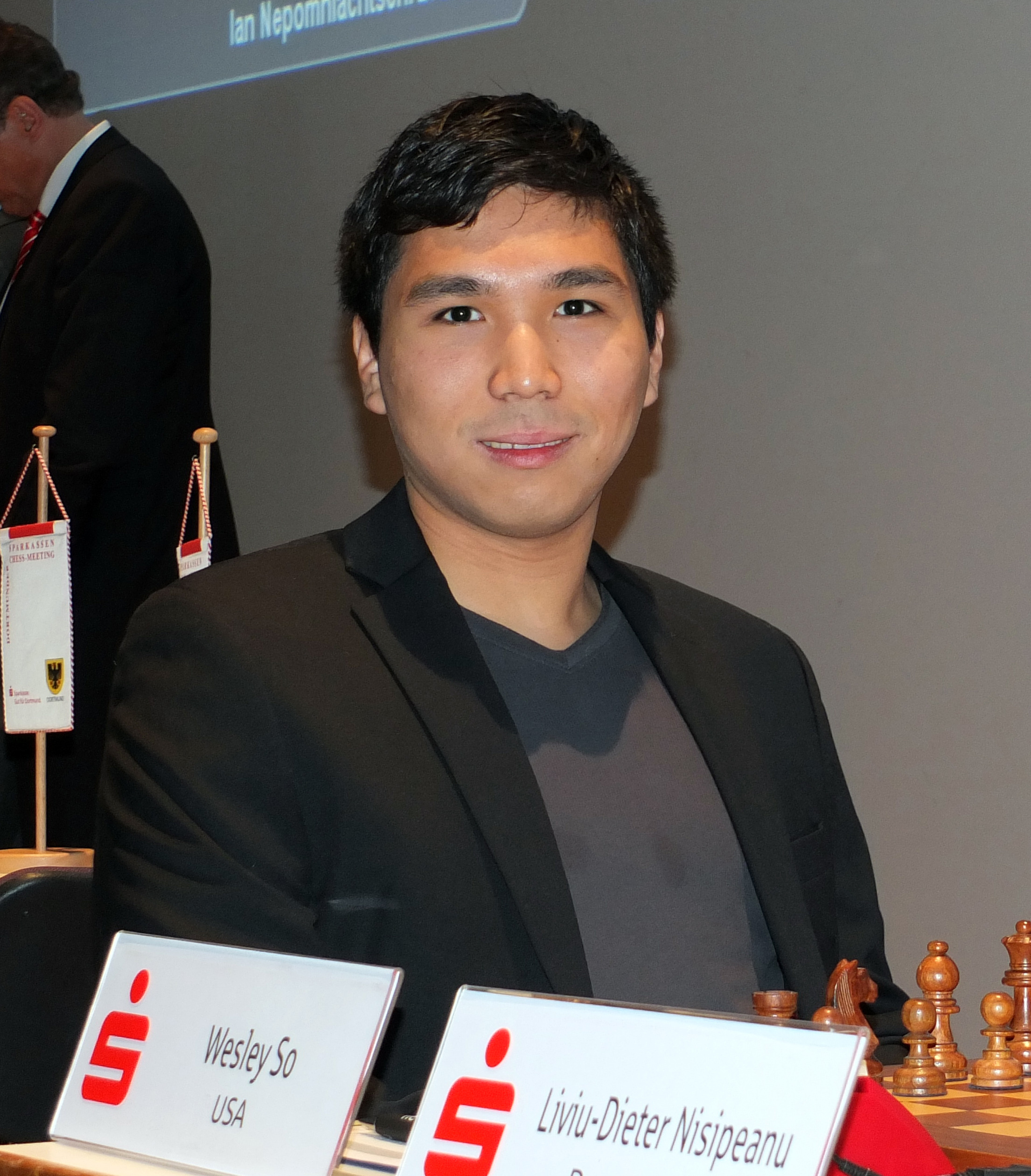
Wesley So, erster Weltmeister im Fischer-Random-Schach

Den Titel Weltmeister im Schach960, früher auch Weltmeister im Fischer-Random-Schach verleiht die FIDE erst seit 2019. Die erste Weltmeisterschaft im Fischer-Random-Schach wurde von Wesley So gewonnen, 2022 setzte sich Hikaru Nakamura durch und trägt damit aktuell den Weltmeistertitel Titel in der Disziplin, die Schach960 (englisch: Chess960) genannt wird, da es bei dieser Schachvariante insgesamt 960 mögliche (zufällig ausgewählte) Aufstellungen der Schachfiguren auf der Grundreihe jeder Partei gibt.
Bereits seit 2001/03 trug die Chess Classic in Mainz inoffizielle Chess960-Weltmeisterschaften unter einer Schnellschach-Zeitkontrolle aus. Den Titel holten sich Pjotr Swidler (2003, 2004, 2005), Lewon Aronjan (2006, 2007) und Hikaru Nakamura (2009). Danach endete diese Serie. Erst im Jahr 2018, ein Jahr vor Einführung der offiziellen Weltmeisterschaften seitens der FIDE, wurde wieder ein Zweikampf zwischen dem letzten (2009) Titelinhaber, Nakamura, und dem Schachweltmeister Magnus Carlsen ausgetragen, der von vielen als inoffizielle Weltmeisterschaft angesehen wurde. Carlsen gewann diesen Wettkampf.

## Die inoffiziellen Weltmeister im Schach960 bei Schnellschach-Zeitkontrolle

### Von den Anfängen der inoffiziellen Schach960-Weltmeisterschaften 2001 bis zur Wiederaufnahme 2018

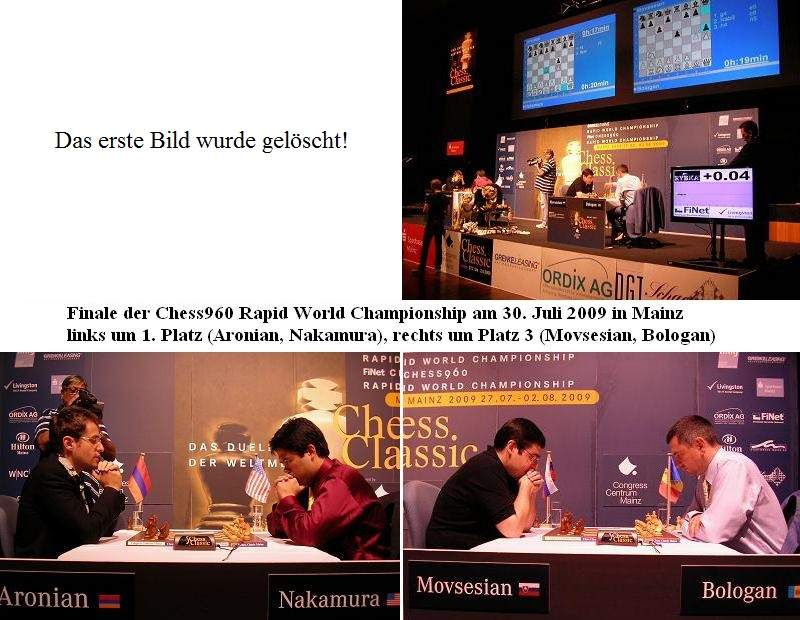
Die Chess Tigers und das Finale der Schach960-Schnellschach-Weltmeisterschaft 2009

Der Modus der Schach960-Weltmeisterschaften ist eng an die klassischen Schachweltmeisterschaften geknüpft. Bis einschließlich 2006 hatte der Weltmeister seinen Titel nur gegen einen Herausforderer zu verteidigen, nämlich gegen den Chess960-Open-Sieger des Vorjahres.
Im Jahr 2001 duellierten sich Péter Lékó und Michael Adams im Chess960. Lékó wurde ausgewählt, da er zum einen viele Neuerungen in die Schachtheorie eingebracht hatte und zum anderen Sieger des vorjährigen Turniers war. Dazu hatte er mit Fischer selbst Fischer Random Chess gespielt. Adams wurde gewählt, weil er die Weltrangliste im Blitzschach anführte und als extrem starker Spieler in ungewöhnlichen Situationen galt. Lékó siegte 4,5:3,5. Das Match wurde noch nicht als Weltmeisterschaft ausgegeben.
2003 trat Lékó, nun doch bereits „Chess960-Weltmeister“ genannt, gegen den Sieger des Chess960-Opens von 2002, Pjotr Swidler, den Kampf um den Chess960-Weltmeistertitel an. Swidler gewann und verteidigte seinen Titel 2004 und 2005, verlor ihn aber 2006 an Lewon Aronjan.
2006 wurde in Mainz in einem Frauenturnier erstmals eine Chess960-Weltmeisterin ermittelt. Den Titel holte sich Alexandra Kostenjuk. Außerdem war das Jahr 2006 das bisher einzige, in dem auch Senioren- und Junioren-Weltmeisterschaften im Chess960 ausgetragen wurden. Sie wurden von Vlastimil Hort beziehungsweise P. Harikrishna gewonnen.
Seit 2007 hat der Weltmeister seinen Titel gegen drei Gegner in einem doppelrundigen Turnier mit anschließendem Finale der beiden Bestplatzierten zu verteidigen. Das gelang 2007 Lewon Aronjan und 2008, als nur die Frauen um die Chess960-Weltmeisterschaft zu kämpfen hatten, Alexandra Kostenjuk.
2009 verlor Lewon Aronjan den Titel an Hikaru Nakamura. Danach wurden lange Zeit keine Chess960-Weltmeisterschaften mehr durchgeführt.
Erst 2018 kam es schließlich zu einem Match zwischen dem Titelverteidiger (2009) und Magnus Carlsen, dem aktuellen Weltmeister im klassischen Schach. Es wurde vom 9. bis 13. Februar im Henie Onstad Kunstsenter in Oslo ausgetragen. An den ersten vier Wettkampftagen wurden jeweils zwei Partien mit vertauschten Farben und gleichen Anfangsstellungen gespielt. Die Bedenkzeit betrug 45 Minuten für 40 Züge plus 15 Minuten für den Rest der Partie. Jede dieser Partien wurde doppelt gewertet. Danach führte Carlsen mit 9 zu 7 Punkten. Am fünften Tag schließlich wurden weitere acht Partien gespielt, jedoch jeweils nur mit 10 Minuten Bedenkzeit für die gesamte Partie. Diese Schnellschachpartien wurden einfach gewertet. Carlsen gewann den Wettkampf mit 14:10.

### Liste der inoffiziellen Weltmeister im Schach960 bei Schnellschach-Zeitkontrolle
Péter Lékó ist nicht fettgedruckt und hellgrau schattiert, da er erst im Nachhinein als „Weltmeister“ bezeichnet wurde.
Weltmeister
| Jahr | Ort   | Weltmeister     | Teilnehmerzahl | Turniermodus              | Ergebnis und Gegner des Finalduells                                                          |
| ---- | ----- | --------------- | -------------- | ------------------------- | -------------------------------------------------------------------------------------------- |
| 2001 | Mainz | Péter Lékó      | 2              | Duell über 8 Partien      | 4,5:3,5 gegen Adams                                                                          |
| 2003 | Mainz | Pjotr Swidler   | 2              | Duell über 8 Partien      | 4,5:3,5 gegen Lékó                                                                           |
| 2004 | Mainz | Pjotr Swidler   | 2              | Duell über 8 Partien      | 4,5:3,5 gegen Aronjan                                                                        |
| 2005 | Mainz | Pjotr Swidler   | 2              | Duell über 8 Partien      | 5:3 gegen Almási                                                                             |
| 2006 | Mainz | Lewon Aronjan   | 2              | Duell über 8 Partien      | 5:3 gegen Swidler                                                                            |
| 2007 | Mainz | Lewon Aronjan   | 4              | doppelrundig, dann Finale | 2:2 gegen Anand, 1,5:0,5 im Tie-Break                                                        |
| 2009 | Mainz | Hikaru Nakamura | 4              | doppelrundig, dann Finale | 3,5:0,5 gegen Aronjan                                                                        |
| 2018 | Oslo  | Magnus Carlsen  | 2              | Duell über 16 Partien     | 14:10 Punkte gegen Nakamura 8 Langpartien wurden doppelt, 8 Schnellpartien einfach gewertet. |

Weltmeisterinnen
| Jahr | Ort   | Weltmeisterin       | Teilnehmerzahl | Turniermodus              | Ergebnis und Gegner des Finalduells |
| ---- | ----- | ------------------- | -------------- | ------------------------- | ----------------------------------- |
| 2006 | Mainz | Alexandra Kostenjuk | 2              | Duell über 8 Partien      | 5,5:2,5 gegen Pähtz                 |
| 2008 | Mainz | Alexandra Kostenjuk | 4              | doppelrundig, dann Finale | 2,5:1,5 gegen Lagno                 |

Seniorenweltmeister
| Jahr | Ort   | Seniorenweltmeister | Teilnehmerzahl | Turniermodus         | Ergebnis und Gegner des Finalduells     |
| ---- | ----- | ------------------- | -------------- | -------------------- | --------------------------------------- |
| 2006 | Mainz | Vlastimil Hort      | 2              | Duell über 8 Partien | 4:4 gegen Portisch, 1,5:0,5 im Tiebreak |

Juniorenweltmeister
| Jahr | Ort   | Juniorenweltmeister | Teilnehmerzahl | Turniermodus         | Ergebnis und Gegner des Finalduells |
| ---- | ----- | ------------------- | -------------- | -------------------- | ----------------------------------- |
| 2006 | Mainz | P. Harikrishna      | 2              | Duell über 8 Partien | 4,5:3,5 gegen Naiditsch             |

## Liste der offiziellen Weltmeister im Schach960
| Jahr | Ort       | Weltmeister     | Ergebnis und Gegner des Finalduells                                         |
| ---- | --------- | --------------- | --------------------------------------------------------------------------- |
| 2019 | Bærum     | Wesley So       | 13,5:2,5 gegen Magnus Carlsen 3 bzw. 2 Punkte pro Partie je nach Bedenkzeit |
| 2022 | Reykjavík | Hikaru Nakamura | 3:2 gegen Jan Nepomnjaschtschi                                              |